# Katedrála Panny Marie (Talinn)
Katedrála Panny Marie v Tallinnu (estonsky Tallinna Neitsi Maarja Piiskoplik Toomkirik, německy Ritter- und Domkirche) je luteránská katedrála v Tallinnu, hlavním městě Estonska. Nachází se na návrší Toompea (Dómový vrch).
Katedrála je sídlem arcibiskupa tallinnského Estonské evangelické luteránské církve a předsedy nejvyššího synodu této církve.
původně ze 13. století je nejstarším kostelem Tallinnu i pevninské části Estonska. Je to také jediná budova na Toompea, která přečkala požár v 17. století.

## Historie
První kostel v místě dnešní katedrály byl postaven roku 1219, kdy Dánové dobyli Tallinn a byl pravděpodobně dřevěný.
V roce 1229 dominikánští mniši zahájili výstavbu kamenného kostela, který měl nahradit starší dřevěný. Dominikáni však stihli dokončit pouze obvodové stěny, neboť v roce 1233 pobiti při střetu mezi rytíři řádu meče a vazaly podporujícími papežského legáta a kostel byl znesvěcen. V témže roce byl do Říma zaslán dopis se žádostí o svolení k jeho novému vysvěcení, což je první záznam o existenci zdejšího kostela. 
Nová stavba byla dokončena v roce 1240 a jednalo se o jednolodní budovu s obdélníkovým kněžištěm a byla také zasvěcena na počest Panny Marie.
Ve 30. letech 13. století začala výstavba nového kněžiště a přibližně ve stejnou dobu byla postavena nová sakristie. Tím byla zahájena rekonstrukce a rozšíření kostela z jednolodního na trojlodní. Stavební práce trvaly téměř 100 let. Nová podélná část kostela, dlouhá 29 metrů, postavená podle zásad baziliky, byla dokončena ve 30. letech 14. století. Obdélníkové pilíře hlavní lodi však byly dokončeny až ve druhé polovině 14. století.
Původně římskokatolická katedrála se v roce 1561 stala luteránskou.
Při velkém požáru v roce 1684 bylo zničeno veškeré dřevěné vybavení. Některé klenby se zhroutily a mnoho kamenných vyřezávaných detailů bylo vážně poškozeno, zejména v kněžišti. V roce 1686 byl kostel prakticky znovu vystavěn v původním stavu. Novou kazatelnu s postavami apoštolů z roku 1686) a oltářní obraz (1696) vytvořil estonský sochař a řezbář Christian Ackermann.
V letech 1778 až 1779 byla v západní části lodi postavena nová barokní věž. Varhany byly vyrobeny v roce 1914.

## Náhrobky
V kostele se nachází také řada náhrobků různých druhů ze 13.–18. století, kamenné vyřezávané sarkofágy ze 17. století, také oltář a kněžiště, lustry, četné erby ze 17.–20. století. Dva ze čtyř zvonů kostela pocházejí ze 17. století, dva z 18. století.
Mezi osobnostmi pochovanými v katedrále je mj. český německý šlechtic Jindřich Matyáš Thurn, jeden z vůdců protestantské vzpoury proti císaři Ferdinandovi II., jenž později sloužil ve švédské armádě za třicetileté války.
Dále je zde pochován švédský generál Pontus De la Gardie a jeho manželka Sofia Johansdotter Gyllenhielm, dcera švédského krále Jana III. a švédští polní maršálové bratranci Otto Wilhelm a Fabian von Fersen či ruský navigátor Ivan Fjodorovič Kruzenštern (Adam Johann von Krusenstern) nebo Skot Samuel Greig (dříve Samuil Karlovič Greig z ruského námořnictva).

## Galerie

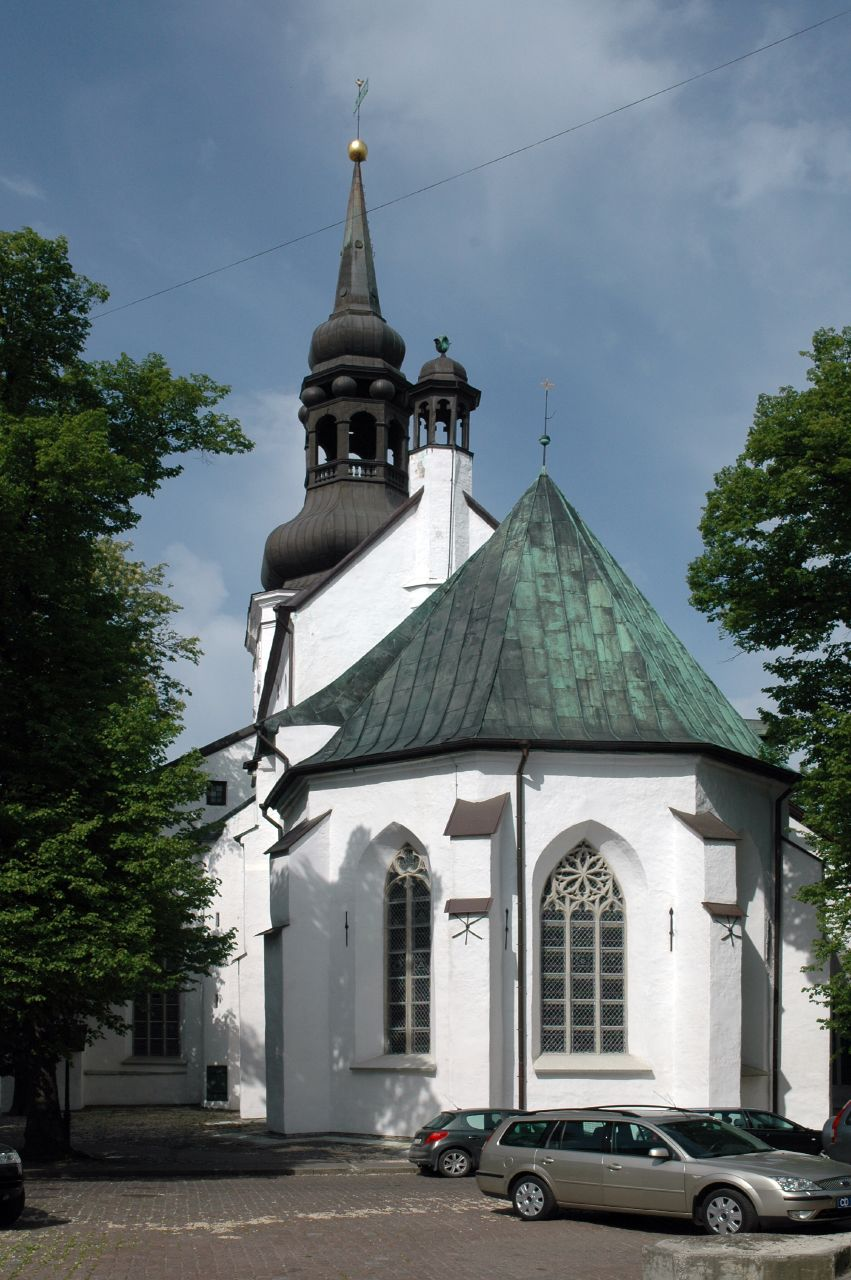
Vnější
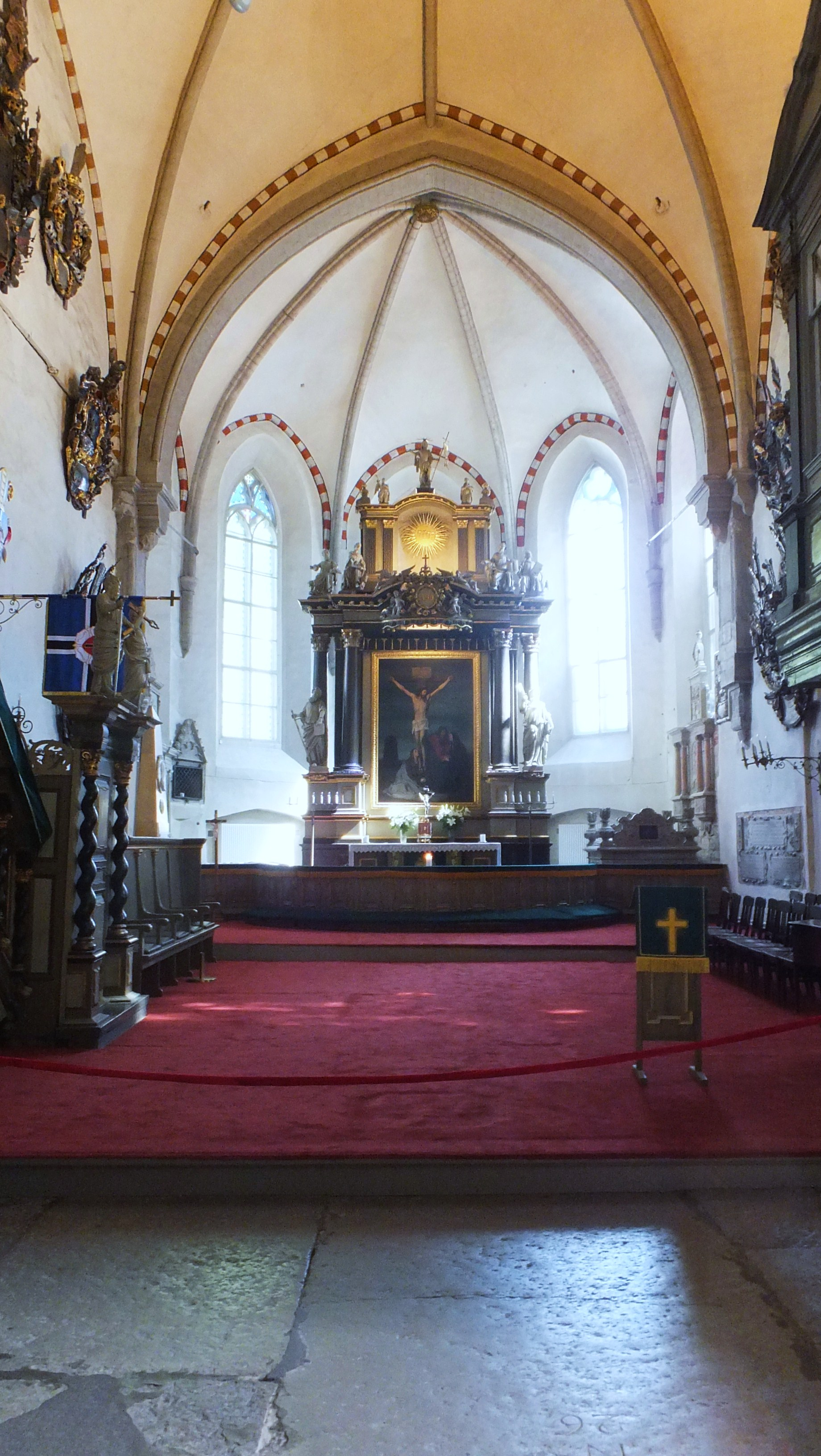
Oltář v katedrále
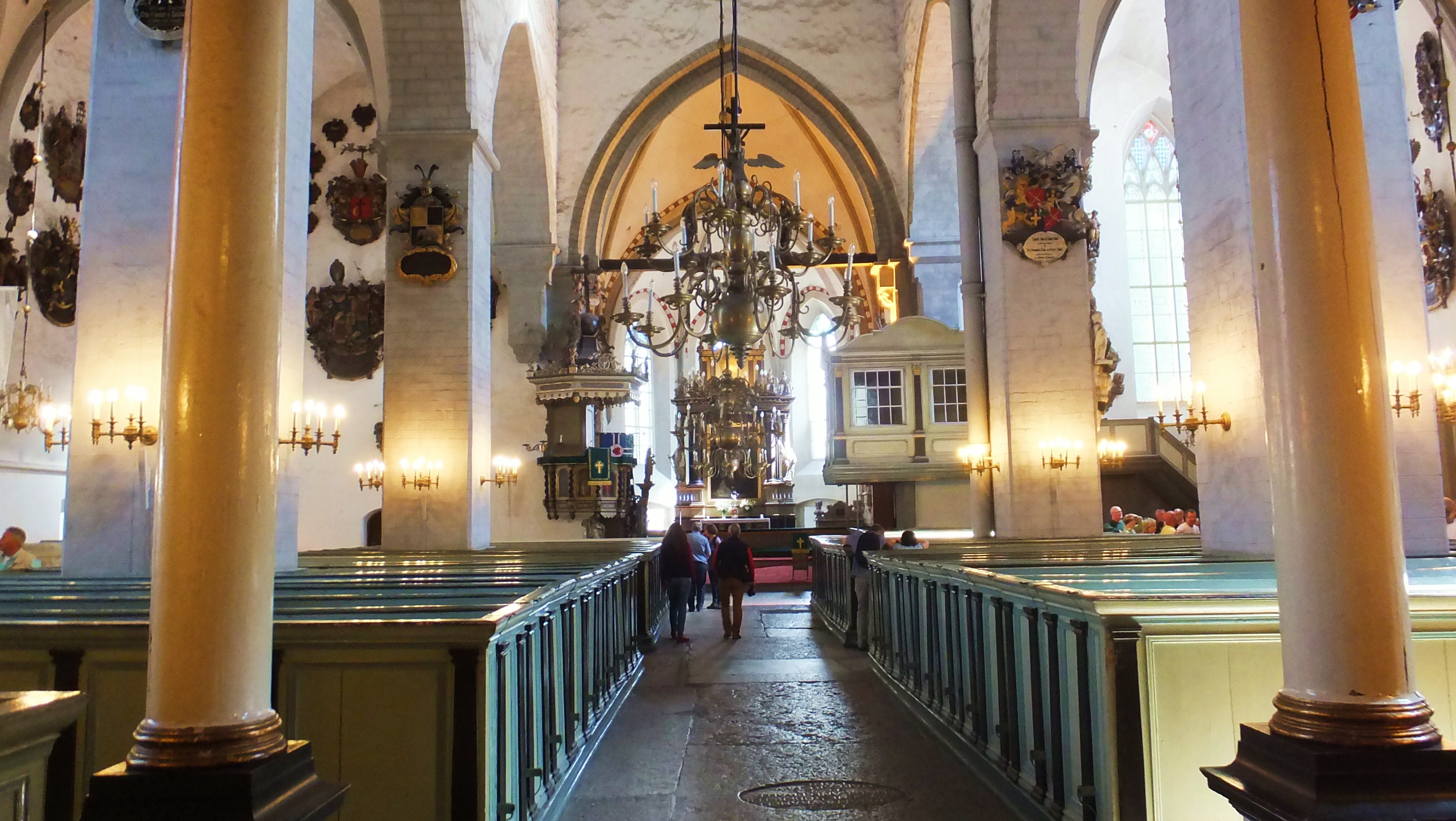
Interiérová scéna
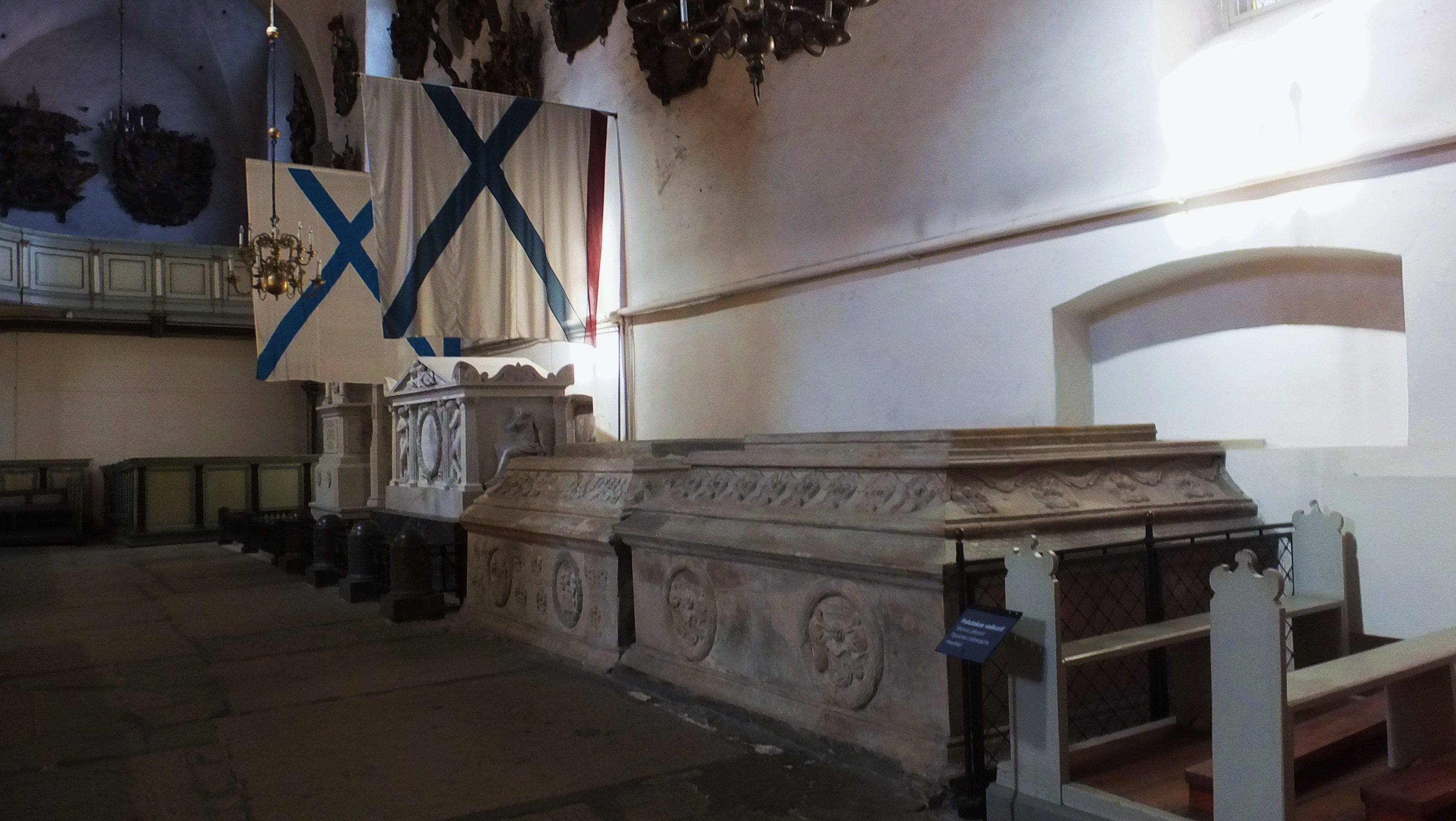
Hroby uvnitř katedrály
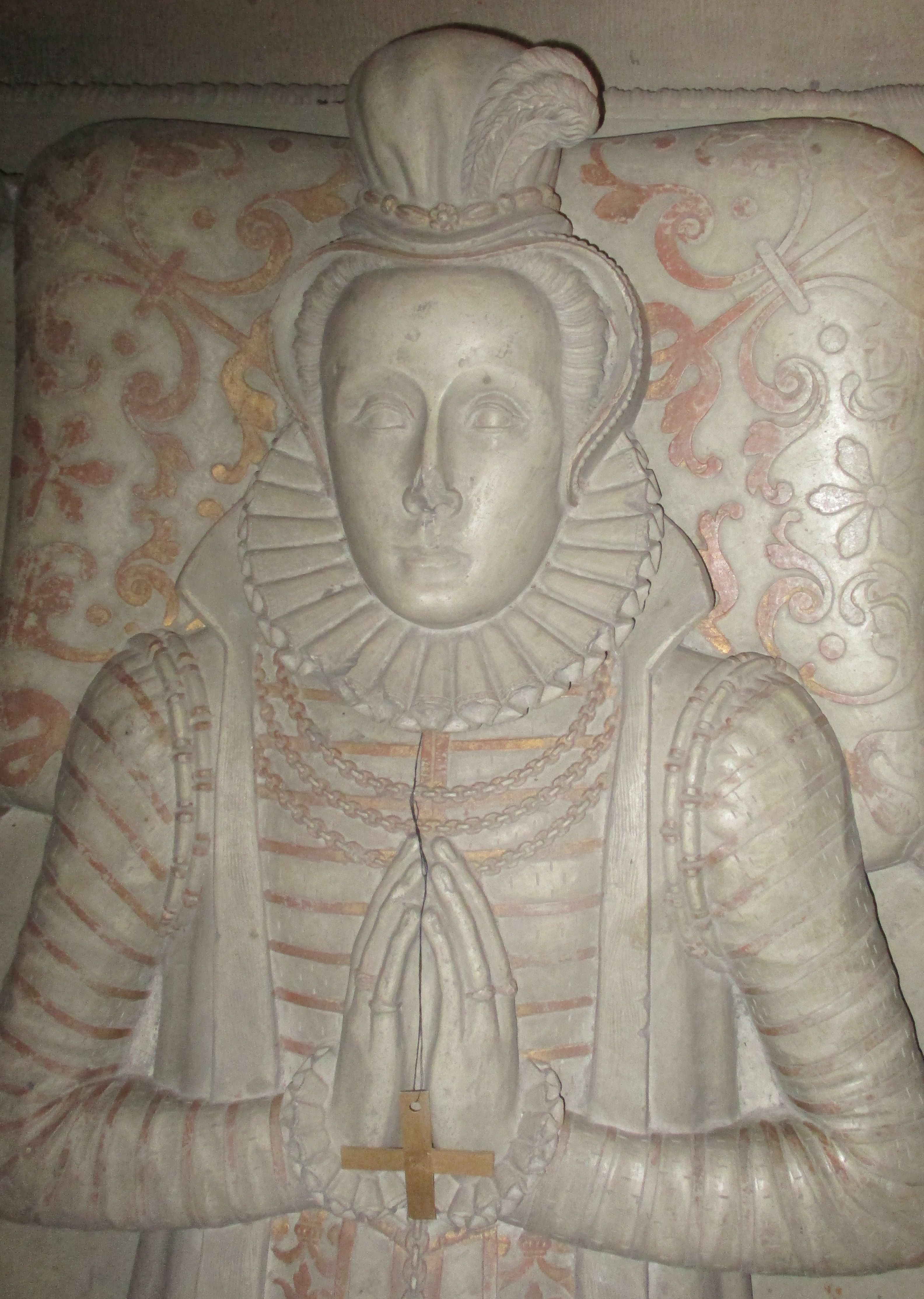
Detail Sophiina hrobu pomníku
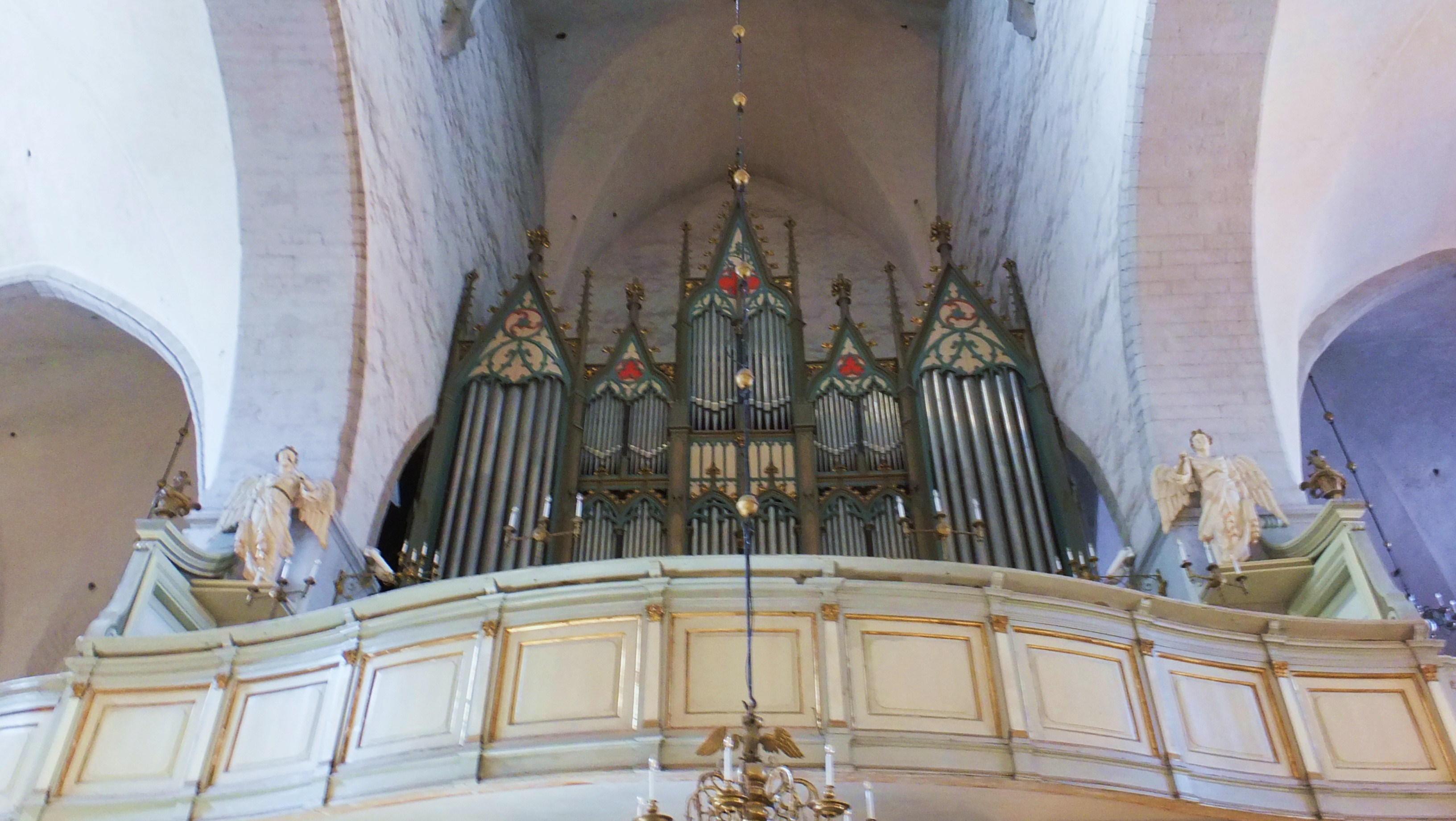
Varhany uvnitř katedrály
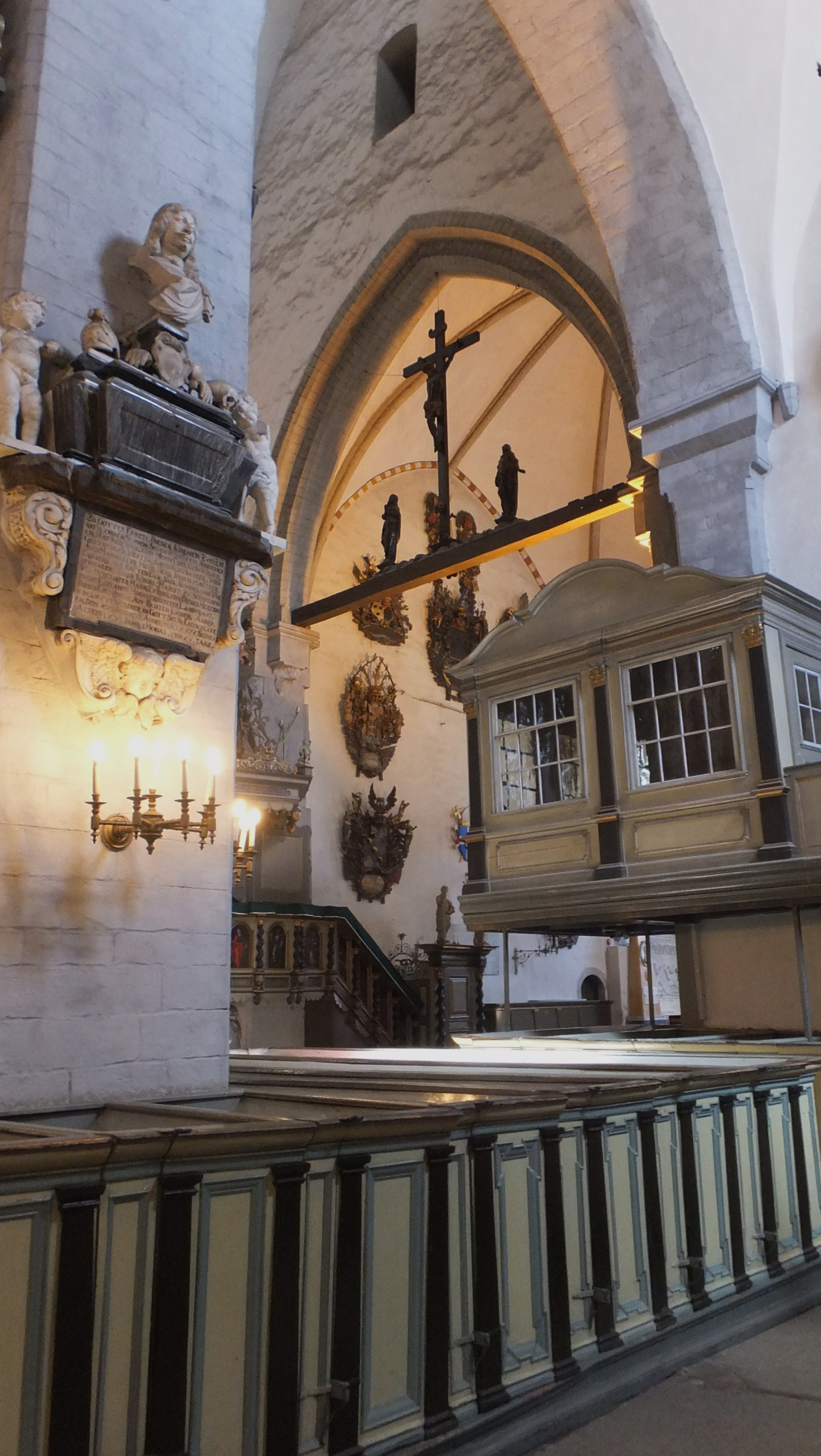
Interiérová scéna
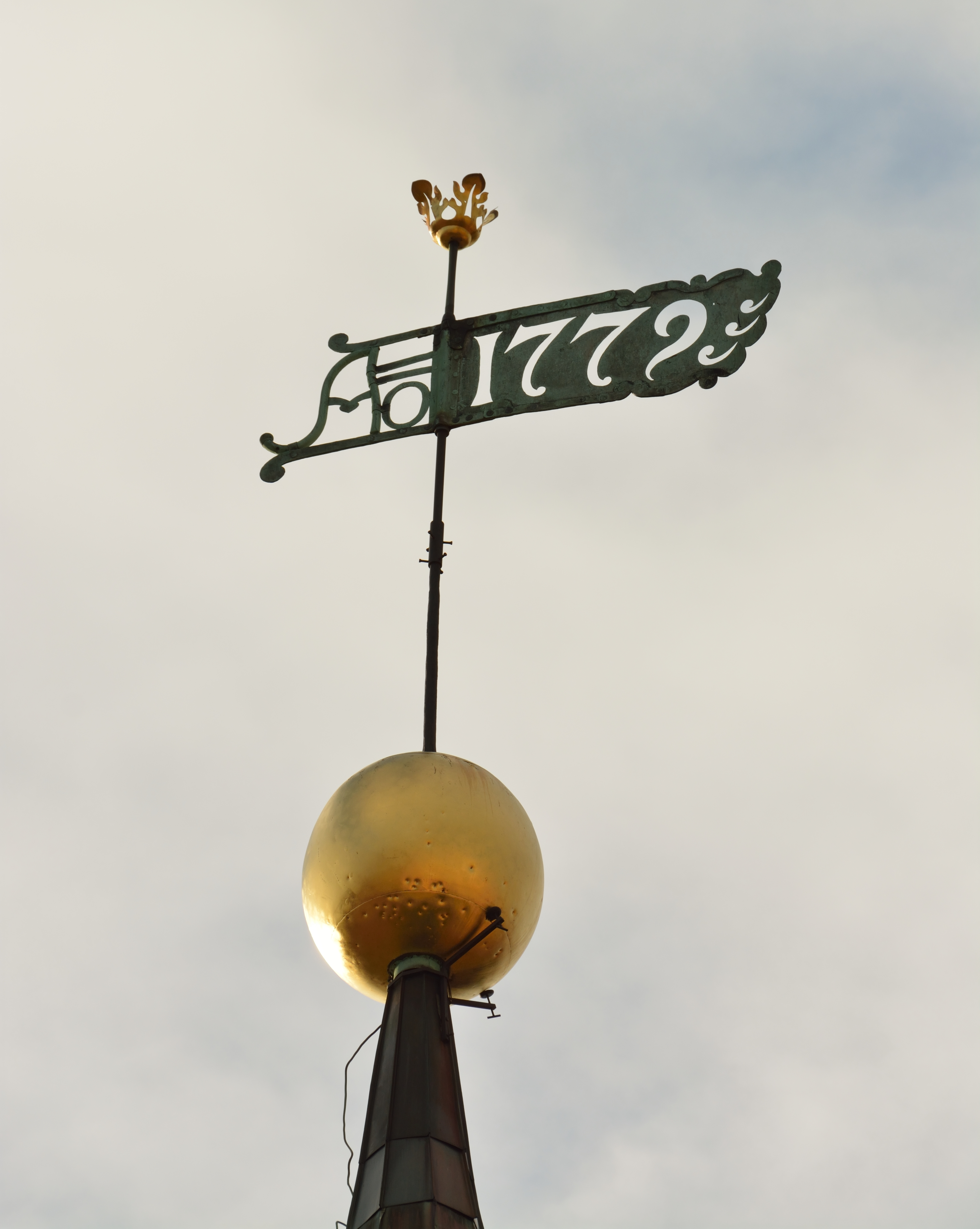
Korouhvička

- Seznam katedrál v Estonsku
- Toompea
- Tallinn